# 2018년 이집트 대통령 선거
2018년 이집트 대통령 선거는 2018년 3월 26일부터 3월 28일까지 이집트에서 치러진 대통령 선거이다. 재외 이집트인은 3월 16일부터 3월 18일까지 사전투표를 거쳤다.
2018년 1월 19일, 압둘팟타흐 시시 현 대통령은 재선 출마를 공식 선언하였다. 선거 과정에서 출마한 다른 후보는 총 7명에 달했으나 그 가운데 6명은 사퇴나 체포로 선거에 나서지 않았으며 유일한 상대후보로 친정부 성향의 무사 모스타파 무사 후보가 나섰다. 선거 결과, 엘시시 대통령은 97%의 득표율로 압승하였다. 투표율은 2014년 대통령 선거의 47%보다 낮은 약 41%로 집계되었다. 선거 당시 이집트 대통령은 임기 4년 중임제였으나, 이듬해 2019년 개헌으로 엘시시 대통령은 2022년이 아닌 최대 2030년까지 집권할 수 있게 되었다.
선거 직전부터 야권을 중심으로 공정선거에 대한 의문이 제기되었으며 이집트 인권단체 14곳은 이번 대선이 웃음거리나 다름없다며 혹평했다. 이들 단체는 이집트 정부가 "자유롭고 공정한 선거를 위한 최소한의 요건조차 짓밟았다"며 기본적인 자유를 억누르고 주요 후보들을 탈락시켰다고 평가했다.

## 선거제도
이집트 대통령은 결선투표제를 통해 선출된다. 대통령 선거에 1인만 출마할 경우 유권자의 5%가 찬성하면 당선될 수 있다. 1위 후보 득표율이 50% 미만이라면 결선투표가 치러지며, 재외국민의 사전투표는 4월 19일~21일, 본투표는 4월 24일~26일까지 진행될 전망이었으나 없던 일이 되었다.
대통령 선거에 후보로 나서기 위해서는 이집트 의회의 국회의원의 일정수나 이집트 국민 2만 5천명의 서명을 확보하여야 한다.

## 정식 후보

### 압둘팟타흐 시시
압둘팟타흐 시시 후보는 선거 당시 현 대통령으로, 2013년 이집트 쿠데타를 이끌며 아랍의 봄 당시 민주적으로 선출된 정권을 무너뜨린 주역으로서 2014년 전역하고 그해 대선에서 당선됐다. 2018년 대선 출마 선언에서는 "부패한 후보들이 있는 것으로 아는데 이 자리에 발도 못 붙이게 할 것이다"라며 재선 의지를 확고히 했다. 출마선언과 함께 시시 대통령은 이집트 국회의원 464인, 전체 의원의 3분의 2의 지지를 받으며 후보요건을 충족한 것으로 알려졌다.

### 무사 모스타파 무사
유일한 상대후보인 무사 모스타파 무사 후보는 친여권 성향의 엘가드당 대표로서, 후보등록 마감일인 2018년 1월 20일까지 압둘팟타흐 시시 대통령의 후보지지 확보에 적극적인 역할에 나섰다. 선관위 마감일 하루 전에 출마 의사를 밝히고, 마감시각 15분 전에 국회의원 26명의 지지와 국민 47,000명의 지지서명을 확보하며 등록서류를 선관위에 제출하였다. 무사 후보는 이집트 투데이와의 인터뷰에서 자신은 허위 후보가 아니며 국가체제의 주역으로서 이룩할 수 있는 비전을 갖고 있다고 밝혔다.

## 예비 후보

### 후보 등록 거부
- 아흐메드 샤피크 - 전 이집트 총리. 이집트 애국 운동 대표, 2012년 대선 후보로 나선 경력이 있다.[18]

### 후보 사퇴
- 칼레드 알리 - 인권 변호사이자 이집트 경제사회권리 센터 (ECESR) 전 대표.[19] 2012년 대선 후보로 나선 경력이 있다.[20] 2017년 11월 6일 대선 출마 의사를 밝혔으나,[21] 후술할 사미 아난이 체포된 후 2018년 1월 24일 후보직에서 물러났다. 당시 칼레드 알리 후보는 법원 밖에서 "음란한 몸짓"을 취한 혐의로 유죄 판결을 받았으며 항소 절차가 진행 중이었다.[22]
- 사미 하페즈 아난 - 전 이집트 육군 참모총장. 2018년 1월 19일 페이스북 영상을 통해 공식 출마를 선언했다. 그러나 불과 나흘 뒤인 1월 23일 전역증명서를 위조한 혐의로 이집트군에 체포되었다. 이집트에서는 현역 군인이 정계에 개입하는 것이 불법인데, 사미 아난은 2012년 당시 무함마드 무르시 대통령에 해임되면서 더이상 군인 신분이 아니게 된 상황이었다. 이집트 국방부는 사미 아난 전 참모총장이 아직 예비군 지위에 있다는 증명 서류를 확보했다고 주장했으나, 사미 아난의 선거운동 총괄자는 TV 인터뷰를 통해 사미 아난이 예비군 지위 중단 신청 서류를 제출했으며, 사미 아난 본인도 2014년 대통령 선거에서 시시 현 대통령이 한 것을 그대로 따랐다고 주장했다.[23]
- 엘사이이드 엘바다위 - 신와프드당 대표.[9][24]
- 모르타다 만수르 - 자말레크 SC 회장.[25]
- 무함마드 안와르 에스마트 사다트 - 국회에서 제명당한 의원 출신으로 개혁개발 미스루나당 대표, 이집트 하원 인권위원회 전 위원장이다. 안와르 사다트 전 대통령의 조카이다.[26]

## 선거 운동
엘시시 현 대통령이 타 대선 후보자들에게 출마 포기를 압박하면서 사미 하페즈 아난 후보와 칼레드 알리 후보의 지지단체들도 지지선언에 어려움을 겪은 것으로 알려졌으며 결국 두 사람은 후보직에서 사퇴하였다. 야당은 선거 자체의 불공정성을 지적하며 투표 불참을 호소하였으며, 이집트 시민단체 시민 민주주의 운동 역시 2018년 1월 30일 투표 불참을 선언했다.
미국의 해외정치 전문지 포린 폴리시는 "3월 투표는 이집트 국민 사이에서 압둘팟타흐 시시 대통령의 인기를 어떤 식으로든 확인시켜주지 못할 것. 이번 선거 운동은 단지 군부 대 정부 안보기관의 내부 권력 투쟁의 연장선일 뿐이며, (선거라는) 이름에 걸맞은 민주주의적 메커니즘과는 아무런 상관이 없다"고 지적했다.

## 결과
개표 결과 무효표로 분류된 투표용지가 100만 장 이상인 것으로 알려졌는데, 이들 가운데 대다수 표가 두 후보의 이름을 모두 지우고 축구 선수 모하메드 살라의 이름을 적어놓은 것으로 드러나 화제가 되었다.
|  | 97.08% |

|  | 2.92% |